# 望月ヘンリー海輝
望月 ヘンリー海輝（もちづき ヘンリー ひろき、2001年9月20日 - ）は、栃木県生まれ、埼玉県ふじみ野市出身のプロサッカー選手。Jリーグ・FC町田ゼルビア所属。ポジションはディフェンダー（DF）。日本代表。
ナイジェリア人の父親と日本人の母親を持つ。

## 来歴

### FC町田ゼルビア
国士舘大学から2024年よりFC町田ゼルビアに加入。背番号は33番。リーグ戦では貴重な身長190cm越えの大柄なサイドバックとして活躍し、レギュラーに定着。
2025年も町田との契約を更新し、背番号を6番に変更した。5月7日の京都サンガF.C.戦では前半に負傷した中山雄太に変わって出場。前半39分、林幸多郎のロングスローからゴールを奪い、Jリーグ初得点となった。

### 代表
2024年8月29日、2026 FIFAワールドカップ・アジア3次予選に臨むメンバーに初選出された。
メンタルが弱いと自身を語ったが、同じく代表に招集された長友佑都から「最初はそういうもんや」と励まされたことでホッとしたという。
2025年7月3日、EAFF E-1サッカー選手権2025決勝大会に臨む日本代表に選出され、第2戦の中国戦で代表初ゴールを記録した。

## 所属クラブ
- 上福岡サンダース（ふじみ野市立駒西小学校）
- 大宮アルディージャU-12[3]
- 三菱養和サッカークラブ巣鴨ジュニアユース（ふじみ野市立福岡中学校）[3]
- 三菱養和SCユース（埼玉県立朝霞西高等学校）[3]
- 国士舘大学
- 2024年 -  FC町田ゼルビア

## 個人成績
| 国内大会個人成績 | 国内大会個人成績 | 国内大会個人成績 | 国内大会個人成績 | 国内大会個人成績 | 国内大会個人成績 | 国内大会個人成績 | 国内大会個人成績 | 国内大会個人成績 | 国内大会個人成績 | 国内大会個人成績 | 国内大会個人成績 |
| 年度             | クラブ           | 背番号           | リーグ           | リーグ戦         | リーグ戦         | リーグ杯         | リーグ杯         | オープン杯       | オープン杯       | 期間通算         | 期間通算         |
| 年度             | クラブ           | 背番号           | リーグ           | 出場             | 得点             | 出場             | 得点             | 出場             | 得点             | 出場             | 得点             |
| 日本             | 日本             | 日本             | 日本             | リーグ戦         | リーグ戦         | リーグ杯         | リーグ杯         | 天皇杯           | 天皇杯           | 期間通算         | 期間通算         |
| ---------------- | ---------------- | ---------------- | ---------------- | ---------------- | ---------------- | ---------------- | ---------------- | ---------------- | ---------------- | ---------------- | ---------------- |
| 2024             | 町田             | 33               | J1               | 26               | 0                | 4                | 0                | 1                | 0                | 31               | 0                |
| 通算             | 日本             | 日本             | J1               | 26               | 0                | 4                | 0                | 1                | 0                | 31               | 0                |
| 総通算           | 総通算           | 総通算           | 総通算           | 26               | 0                | 4                | 0                | 1                | 0                | 31               | 0                |

出場歴
- Jリーグ初出場：2024年2月24日 J1第1節・ガンバ大阪戦（町田GIONスタジアム）
- Jリーグ初得点：2025年5月7日 J1第15節・京都サンガF.C.戦（町田GIONスタジアム）

## タイトル

### 代表
- EAFF E-1サッカー選手権：1回（2025年）

## 代表歴
- 2019年 U-18日本代表候補[3]
- 2021年 U-20日本代表候補[3]
- 2024年 日本代表
- 2025年 日本代表
  - EAFF E-1サッカー選手権（2025年）

### 試合数
- 国際Aマッチ 3試合 1得点（2024年 - ）

| 日本代表 | 国際Aマッチ | 国際Aマッチ |
| 年       | 出場        | 得点        |
| -------- | ----------- | ----------- |
| 2025     | 3           | 1           |
| 通算     | 3           | 1           |

### 出場
| No. | 開催日        | 開催都市 | スタジアム         | 対戦国 | 結果 | 監督   | 大会                       |
| --- | ------------- | -------- | ------------------ | ------ | ---- | ------ | -------------------------- |
| 1.  | 2025年7月8日  | 龍仁     | 龍仁ミルスタジアム | 香港   | ○6-1 | 森保一 | EAFF E-1サッカー選手権2025 |
| 2.  | 2025年7月12日 | 龍仁     | 龍仁ミルスタジアム | 中国   | ◯2-0 | 森保一 | EAFF E-1サッカー選手権2025 |
| 3.  | 2025年7月15日 | 龍仁     | 龍仁ミルスタジアム | 韓国   | ○1-0 | 森保一 | EAFF E-1サッカー選手権2025 |

### ゴール
| #  | 開催年月日    | 開催地 | スタジアム         | 対戦国 | 勝敗 | 試合概要                   |
| -- | ------------- | ------ | ------------------ | ------ | ---- | -------------------------- |
| 1. | 2025年7月12日 | 龍仁   | 龍仁ミルスタジアム | 中国   | ○2-0 | EAFF E-1サッカー選手権2025 |